# 波兰人民共和国政治宣传
波兰人民共和国是第二次世界大战後苏联的一個卫星国。 
波兰人民共和国政治宣傳是指該國成立後在該國境內實施的共产主义宣传。
共产主义宣传在波兰人民共和国发挥了重要作用。共产主义宣传与武力和恐怖手段相结合，有助于巩固波兰共产党政府的权力，并旨在将波兰社会塑造成共产主义社会。
凡是所有與波兰统一工人党意見不同的人都會被波兰當局称为法西斯分子和反动暴徒。1950至60年代，波蘭境內出現了許多政治宣传画、电影海报、讽刺漫画，這些宣傳畫還在中华人民共和国展出。